# كينمون (ون بيس)
كينيمون أحد الشخصيات الخيالية التي ظهرت في سلسلة (الأنمي) و (المانغا) الأشهر ون بيس، وهو ساموري من بلاد (وانو) وقد عثر قراصنة قبعة القش على أجزاء جسده متفرقة في جزيرة بانك هازارد، وهو أحد الأغماد التسع اتباع كوزوكي اودين

## البطاقة الشخصية
الاسم باليابانية: 錦 え も ん
الاسم بالإنجليزية: Kin'emon بس يا ويب 
الاسم بالعربية: كينمون
أول ظهور في المانغا: الفصل 656
أول ظهور في الأنمي: الحلقة 580
الانتماءات: بلاد وانو
المهنة: ساموراي
اللقب: ثعلب النار
الطول: 277 سم تقريبا
الحالة: على قيد الحياة

## مظهره
مظهر كينمون بصورة عامة هو مظهر الساموراي في اليابان، ويمتلك شعرا ذي تسريحة الساموراي لبلدة وانو ولديه لحية صغيرة، وهو طويل القامة جدا حيث أن طوله بنفس طول بروك الذي طوله 277 سم، وهو ذو بنية قوية وليس لديه شحوم، وعيناه غير متكافأتان حيث يفتح عينه اليمنى أكثر من اليسرى

و هو يرتدي زي الساموراي ذي الون الأبيض بخطوط سوداء في الجانب الأيسر ولونه برتقالي في الجهة اليمنى، وهو يضع سيفيه دائما في الجانب الأيسر، وهو يرتدي حازما لونه أرجواني يلفه حول خصرهأ وهو يرتدي أحذية خشبية.

## شخصيته
كينمون يتبع قانون بوشيدو، وقد قال بأن الانتحار أفضل من ان يعيش مقطعا وان هذا عار عليه، فهو لا يزال محافظ على كبريائه حتى بعد تقطيعه إلى قطع، ومثل ابنه فكينمون عنيد جدا، حيث دائما يرفض المساعدة ويدعى بأنه لا يحتاج إلى مساعدة اساسا، إلى بعد أن كاد يتجمد ويموت طلب المساعد ة، وهو يمتلك شرف بنسبة كبيرة كما تبين عندما انحنى امام سانجي (الذي كان في جسم نامي) لمساعدته وقد شكره

و قد كان دائما يرفض المساعدة من سانجي، وأيضا هو يكره القراصنة بشدة، وأيضا هو يحكم بسرعة على الاشياء حيث أنه ظن بأن رورونوا زورو قد سرق سيف «ريوما» (الساموراي الاسطوري) من مقبرته بعد أن رأى سيفه معه، ورفض الاسمتاع لسانجي

و هو أيضا محارب ساموراي من الطراز القديم حيث أنه يعتقد بأن النساء يجب أن تخطو ثلاث خطوات وراء الرجل وتحدثه بهدوء وهو دائما كان يشير إلى نامي بأنها وقحة، وقد شعر بالخزي والعار عندما تلقى صفعة من نامي على رأسه حيث أن امراة ضربته، ولم يعرف إذا كان الرمز التقليدي في بلاد وانو حول شخصية المراة ومعاملتها

و أيضا قد كان لديه شهوة وميل منحرف على الرغم من افكاره الجنسية، وعلى الرغم من انه عضب بسبب لبس نامي وقد استمتع بالنظر إلى جسمها الشبه عاري بعكس بولي، وأيضا قد شعر بالغيرة من ابنه مومونوسكي لأنه استحم مع نيكو روبن ونام معها بنفس السرير هي ونامي

و أيضا هو يهتم بأبنه مومونوسكي بشدة حيث أنه ذهب إلى جزيرة بانك هازارد وتحدى الشيشيبوكاي ترافلجار لاو من اجل العثور عليه ورغم ذلك تعرض لهزيمة محرجة، وحتى بعد تقطع جسمه إلى قطع متناثرة بسبب لاو ظل يحاول البحث عن ابنه، وقد تمكن في وقت لاحق من إنقاذه بعد أن تجاوز الغاز
ا
و يبدو بأنه لا يعرف ماهي فاكهة الشيطان، حيث أنه قال بأنه اكل فاكهة غريبة بدلا من ذكر اسمها وأيضا هو لا يعرف قدرتها بالضبط ويعتقد بأنها شعوذة، وهو يعرف بالاشياء الحديثة رغم قدمه مثل البيتزا.

## علاقاته

### مومونوسكي
كينمون يهتم ب مومونسكي بشدة، حيث أنه ذهب إلى بانك هازارد وتحدى الشيشيبوكاي لاو من اجله، وعندما التقى به بكى الاثنان، وكانا سعيدان وقد اوضح لمومونسكي بان حتى المحاربين يشعورن بالجوع واقنعه باكل الطعام من سانجي، ومع ذلك قد اظهر بعض الغيرة والكره لمومونوسكي عندما استحم مع روبن وأيضا غضب منه عندما نام مع روبن ونامي بنفس السرير، وقد قال سانجي بان مومونوسكي ورث بعض الانحراف من كينمون، وقد كان كينمون ينكر ذلك.

### قراصنة قبعة القش
على الرغم من كرهه الشديد للقراصنة وقد سخر منهم في أول لقاء لهم، ولكنه اعترف بان قراصنة قبعة القش يختلفون عن الباقين، ولكن في البداية لم يكن يريد مساعدة منهم، وبعد أن كاد يموت لأنه نصف متجمد تخلى عن فخره واعتزازه وطلب المساعدة، وبعد أن انقذه سانجي من القرش انحنى له وشكره، وقد وثق بهم وحضوا باحترامه ووافق على تناول الطعام من سانجي فورا، وقد احترم كل من رورونوا زورو وبروك الساموراي لنهم جميعا محاربين شرف، وأيضا هو احترمهم لتقديم المساعدة له ولأبنه، وقد تعاون الثلاثة وتمكنوا من هزيمة بعض رجال سيزار كلاون بسهولة، وقد وضع كينمون بعض العداء ضد زورو لنه راه يحمل سيف الاسطوري ريوما، ولكن في ما بعد زال الكره ضده، وكينمون يمتلك رؤية جنسية أخرى تجاه المراة في وانو، وهو يعتقد بأن المراة يجب أن تكون متواضعة ومؤدبة بالكلام وقد غضب من طريقة كلام نامي السيئة، وفي مابعد بدأ يشعر بشهوة تجاه النساء حيث أنه كان ينادي نامي وروبن بذات الاثداء ومرافقتها.

### ترافلجار لاو
تعرض كينمون لتقطيع كامل جسده من قبل لاو عندما قدم لبانك هازارد لينقذ ابنه، وهو يكرهه بشدة، لكنه قرر التعاون معه مؤقتا لهزيمة سيزار كلاون، وقد كانا معا في السفينة لكنهما لم يتوجها.

### ريوما
يعتبر كينمون ريوما ساموراي اسطوري وانه هو بطل بلاد وانو وقاتل التنين، وقد علم بان جثته قد سرقت (من قبل الشيشيبوكاي السابق جيكو موريا) وقد ظن بان زورو هو من سرق جثته ورفض الاستماع اليه.

## قدراته وقوته
بصفته ساموراي من بلاد وانو فهو مبارز بارع جدا وقوي وقد كان قادرا على مقاتلة لاو والبقاء على قيد الحياة (رغم انه هزم بسهولة شديدة وتقطع كل جسده نظرا لقوة لاو), وهو يمتلك قدرة عالية جدا على تحمل الالم والبرد، حيث أن رأسه فقط تحمل ركلات سانجي، وصدره وجذعه قادر على تحمل درجات الحرارة المنخفضة جدا جدا، وقد كان جذعه فقط قادر على قتال بروك ببراعة بأسلوب السيفين.

### التكلم الباطني
عندما التقى كل من لوفي، روبن، زورو واوسوب قدماه في الجزء المشتعل من بانك هازارد كانت قدماه قادرة على التكلم بشكل مستقل، لكن بعد أن عاد جسده قال بانه كان يستخدم التكلم الباطني مثل هاتوري حمامة روب لوتشي.

### قدرته كسياف
كينمون سياف بارع جدا وقوي وهو قادر على استخدام سيفين أو سيف ببراعة، وقد تمكن جذعه فقط من قتال بروك، وأيضا قد كان قادرا على قطع الحديد في المختبر الخاص بسيزار ويستخدم اسلوب يسميه ثعلب النار، وهو قادر على تقطيع أي شيء حيث قام بقطع النار، حتى قطع الانفجار، وأيضا هو يحل خنجر صغير معه.

### فاكهة الشيطان
اكل كينمون فاكهة شيطان غير معروف اسمها لكنه يستخدمها منذ فترة طويلة وهو قادر على صنع الملابس والتنكر لأي أحد وهي فاكهة ضعيفة جدا لا تفيد سوى بالتنكر ويبدو انها باراميسيا.

### الهاكي
و أيضا كينمون قادر على استخدام هاكي التنبؤ حتى بعد تعرض للتقطيع من قبل لاو، فقد كانت ساقيه وجذعه قادرتان على القتال، وهو قادر على الشعور بالمحيط الذي فيه أجزاء جسمه الأخرى، وأيضا هو قادر على استخدام هاكي التصلب كما تبين عندما تصلب سيفه لقطع قفص الطيور لدوفلامنجو.

## معاركه
- كينمون ضد ترافلجار لاو

النتيجة: فوز لاو 
- كينمون (جذع) ضد وحدة دوريات سينتور

النتيجة: فوز كينمون
- كينمون (جذع) ضد بروك

النتيجة: لم يفز أحد
- كينمون ضد قطعة سمايلي

النتيجة: فوز كينمون
- كينمون ورورونوا زورو وبروك ضد قوات الجي 5 من البحرية

النتيجة: فوز كينمون وزورو وبروك
- كينمون، نامي، اوسوب، نيكو روبن وبروك ضد التنين الصغير

النتيجة: فوز كينمون، نامي واوسوب وروبن وبروك 
- كينمون ضد دون كيهوتي دوفلامنجو

النتيجة: فوز دوفلامنجو 